# Radara capensis
Radara capensis är en fjärilsart som beskrevs av Walker 1862. Radara capensis ingår i släktet Radara och familjen nattflyn. Inga underarter finns listade.